# Verwaltungsgebäude Maxim-Gorki-Platz 1 (Eilenburg)
Das Verwaltungsgebäude am Maxim-Gorki-Platz 1 ist ein klassizistisches Bauwerk in Eilenburg und Beispiel der frühen Industriearchitektur in der Stadt. Es entstand um 1820 und diente zunächst als Verwaltungsgebäude der Kattunmanufaktur Danneberg & Sohn. Später waren dort auch der Sitz des Kreises Eilenburg und des Verwaltungsverbands Eilenburg-West. Heute befinden sich in dem Gebäude die Büros der Eilenburger Wohnungsbau- und Verwaltungsgesellschaft (EWV) und weiterer öffentlicher Einrichtungen. Aufgrund seiner bau- und ortsgeschichtlichen Bedeutung ist das Haus ein eingetragenes Kulturdenkmal in der Denkmalliste des Landesamtes für Denkmalpflege Sachsen.

## Lage
Das Verwaltungsgebäude liegt in Eilenburg am Maxim-Gorki-Platz in unmittelbarer Nähe zur Leipziger Brücke. Östlich am Gebäude vorbei fließt der Mühlgraben. Das Grundstück lag ursprünglich außerhalb der Stadtbefestigung in der Vorstadtgemeinde Auf dem Sande am Fuße des Burgberges. Am heutigen Maxim-Gorki-Platz, an dessen Stelle sich früher der Dorfanger befand, treffen die von Westen auf das Stadtzentrum zulaufenden Straßen Bergstraße und Fischerweg aufeinander. Die Bergstraße war früher Teil der Handelsstraße Via Regia, an der sich im Bereich der Sand-Gemeinde spätestens seit dem Spätmittelalter eine Handwerkersiedlung gebildet hatte. Südlich des Verwaltungsbaus befanden sich die Produktionsgebäude der Kattunfabrik. Auf dieser Fläche liegen heute der dreigeschossige Anbau, ein Parkplatz und eine Eigenheimsiedlung.

## Geschichte
Begünstigt durch die französische Kontinentalsperre ließ sich 1812 (nach anderen Quellen 1814) die Firma Danneberg & Sohn westlich vor Eilenburg mit einer Kattundruckerei für Baumwollstoffe nieder. Die Wahl fiel wegen des hohen Wasserbedarfs auf ein direkt am Mühlgraben gelegenes Grundstück. Das Betriebsgelände erstreckte sich in etwa über das Gebiet zwischen den heutigen Straßen Fischerweg, Jahnplatz und An der Fischeraue. Das Verwaltungsgebäude erhielt einen exponierten Standort an der Hauptstraße neben der Leipziger Brücke. An dieser Stelle befand sich einst der Gasthof „Zum blauen Hecht“. Der Firmengründer Danneberg starb am 7. März 1817. Spätestens 1840 wurde der Unternehmer Steinmetz Inhaber des Betriebes.

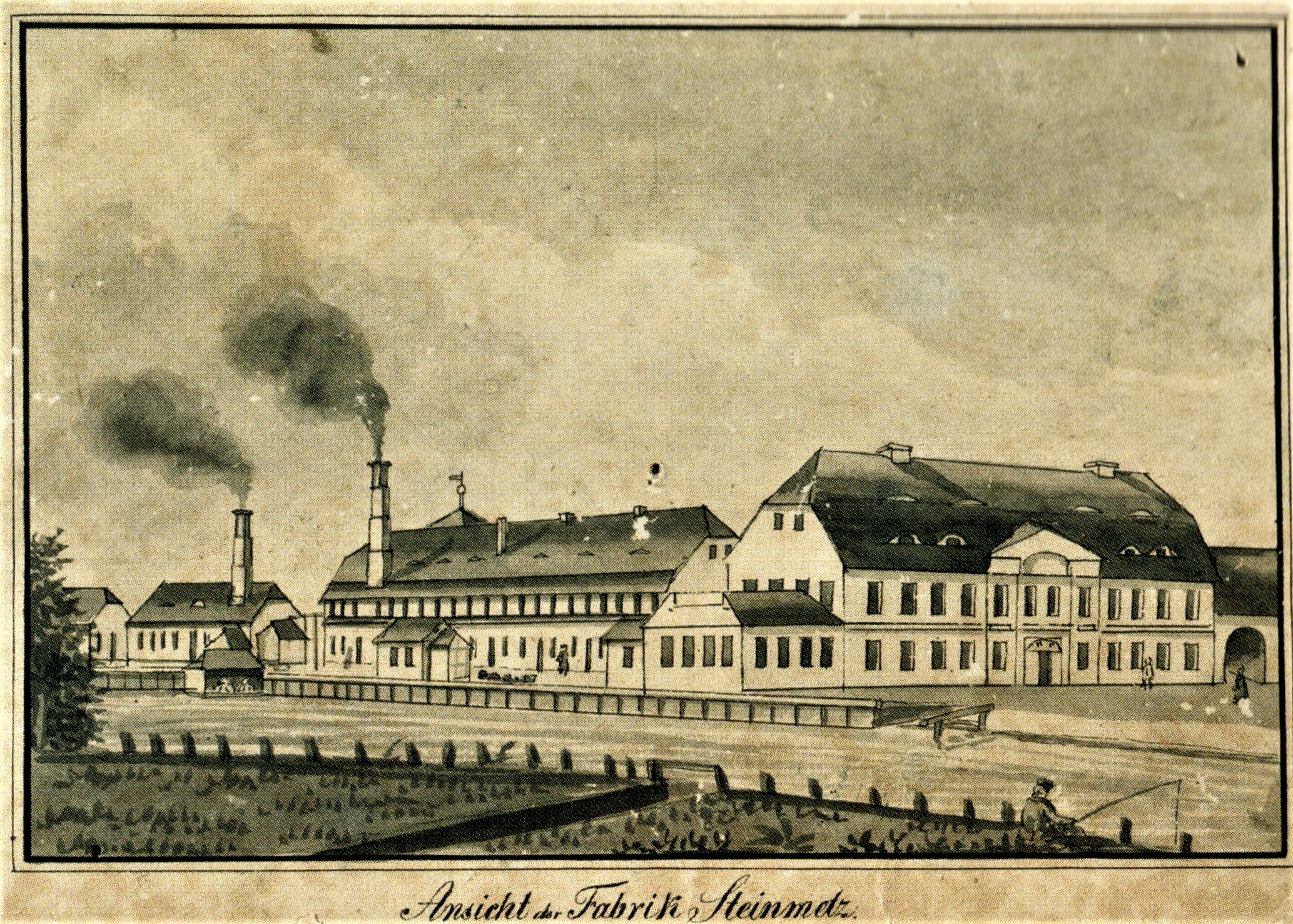
Ansicht des Verwaltungsgebäudes auf einer Firmendarstellung, bezeichnet als Fabrik Steinmetz (um 1840)
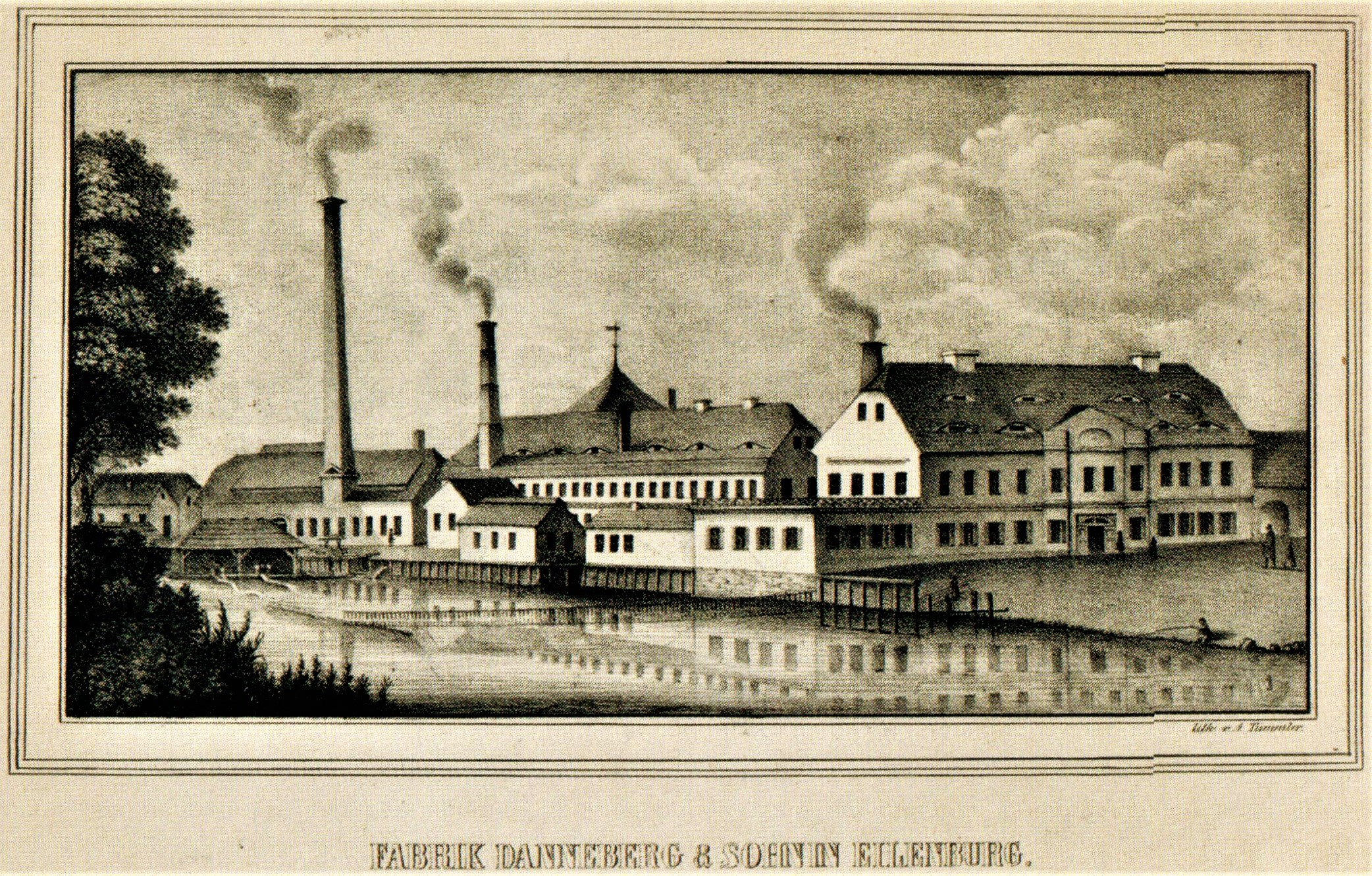
Eine ähnliche Ansicht mit der Firmenbezeichnung Danneberg & Sohn von A. Thümmler (um 1840)
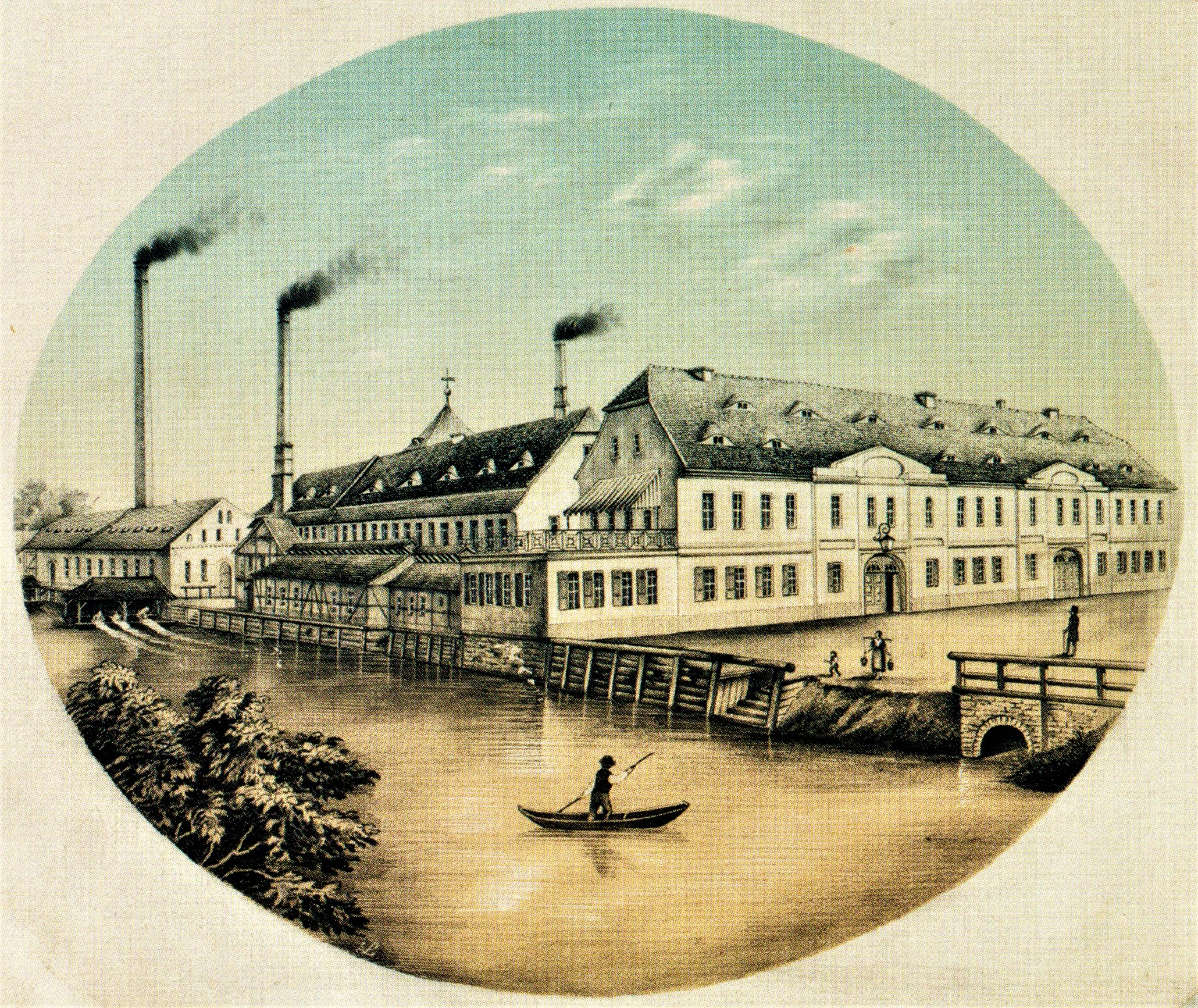
Aus gleicher Perspektive zeigt diese Lithographie das bereits erweiterte Verwaltungsgebäude (um 1850)

Ein erstes an diesem Ort errichtetes Wohn- und Verwaltungsgebäude fiel am 3. Februar 1820 einem Großbrand in der Firma zum Opfer. Im Anschluss daran entstand das heute noch erhaltene in schlichten Klassizismusformen ausgeführte Bauwerk. Die Kattundruckerei entwickelte sich zunächst gut. Die Expansion begleitend erfolgte bis spätestens 1850 die Erweiterung des Verwaltungsbaus in westlicher Richtung. Die Symmetrie der Schaufassade beibehaltend wurde ein zweiter Risalit mit Toreingang und Dreiecksgiebel angelegt.
1870 musste die Kattundruckerei ihren Betrieb einstellen. 1873 eröffneten die Gebrüder Bönicke aus Luckenwalde dort einen Zweigbetrieb ihrer Tuch- und Buckskin-Fabrik, der die Produktion infolge der Hyperinflation 1923 einstellen musste. Danach belegten kurzlebige Unternehmen das Firmengelände. So die Spinnerei Fogel und Gelbfarb (1924/1925), die Eilenburger Textilindustrie Tewel Fogel (1925/1926) und eine Niederlassung der Spinn- und Webstoff AG Zürich (1927–1930). Nach dem Konkurs der Aktiengesellschaft im Strudel der Weltwirtschaftskrise kaufte die Stadt Eilenburg das Firmengelände und ließ alle Gebäude bis auf das Verwaltungsgebäude abreißen.
Am 1. März 1938 zog die Reichsarbeitsdienst-Gruppe des Landkreises Delitzsch in das Verwaltungsgebäude am nunmehrigen Dietrich-Eckart-Platz. Am 20. April 1945, als die Stadt bereits unter dem Artilleriefeuer der vorgerückten Westfront lag, feierten die örtlichen Behörden dort noch den Geburtstag des „Führers“ Adolf Hitler. Den Beschuss der folgenden Tage überstand das Gebäude, wurde jedoch in den folgenden Jahren vereinfacht wiederhergestellt. Seit 1961 war es Sitz des Rates des Kreises Eilenburg, ab 1990 des Landratsamtes Eilenburg. Der Verwaltungsverband Eilenburg-West zog 1993 in das Verwaltungsgebäude und blieb dort bis 2020.
Im Zuge des Neubaus der Leipziger Brücke und des Ausbaus des Fischerweges als Stadtzubringer Mitte der 1990er-Jahre wurde ein Rückbau des westlichen Gebäudeflügels erforderlich. Es erfolgte eine denkmalgerechte Rekonstruktion der klassizistischen Fassade und eine Rückkehr zur Kubatur des ursprünglichen Bauwerks von 1820. Das Haus gehört heute der stadteigenen Eilenburger Wohnungsbau- und Verwaltungsgesellschaft (EWV), die dort ihren Sitz eingerichtet hat. Zusammen mit einem Anbau unbekannten Alters befindet sich dort heute ein Verwaltungszentrum, das mehrere öffentliche Einrichtungen beherbergt.

## Baubeschreibung
Das Verwaltungsgebäude ist ein zwölfachsiges zweigeschossiges Bauwerk. Die symmetrische Straßenfassade verfügt über einen Mittelrisalit, der sich über vier Achsen erstreckt und wiederum durch zwei Eckrisalite gegliedert wird. Der zentral gelegene historische Zugang wird von einem Korbbogen überspannt. Das Erdgeschoss wird durch eine horizontale Putznutung betont und mit einem Gurtgesims vom ersten Obergeschoss abgesetzt. Die Fenster im ersten Obergeschoss sind durch einen dezent hervorstehenden Putzrahmen betont. Ein profiliertes Traufgesims stellt den Abschluss der Fassade zum Dach dar. Der Mittelrisalit schließt oberhalb des auskragenden Dachgesimses mit einem Dreieckgiebel ab. Die im Ursprungsbau von 1820 vorhandene querovale Kartusche ist bei der Rekonstruktion mit einem Ochsenaugenfenster versehen worden. Das Krüppelwalmdach verfügt über eine Biberschwanzdeckung. Die Dachaufbauten in Gestalt von acht Fledermausgauben und zwei Schornsteinen sind dem historischen Original entsprechend. Auf der rückwärtigen Dachseite wurden drei Schleppgauben eingebaut.

Gebäudeansichten 2021
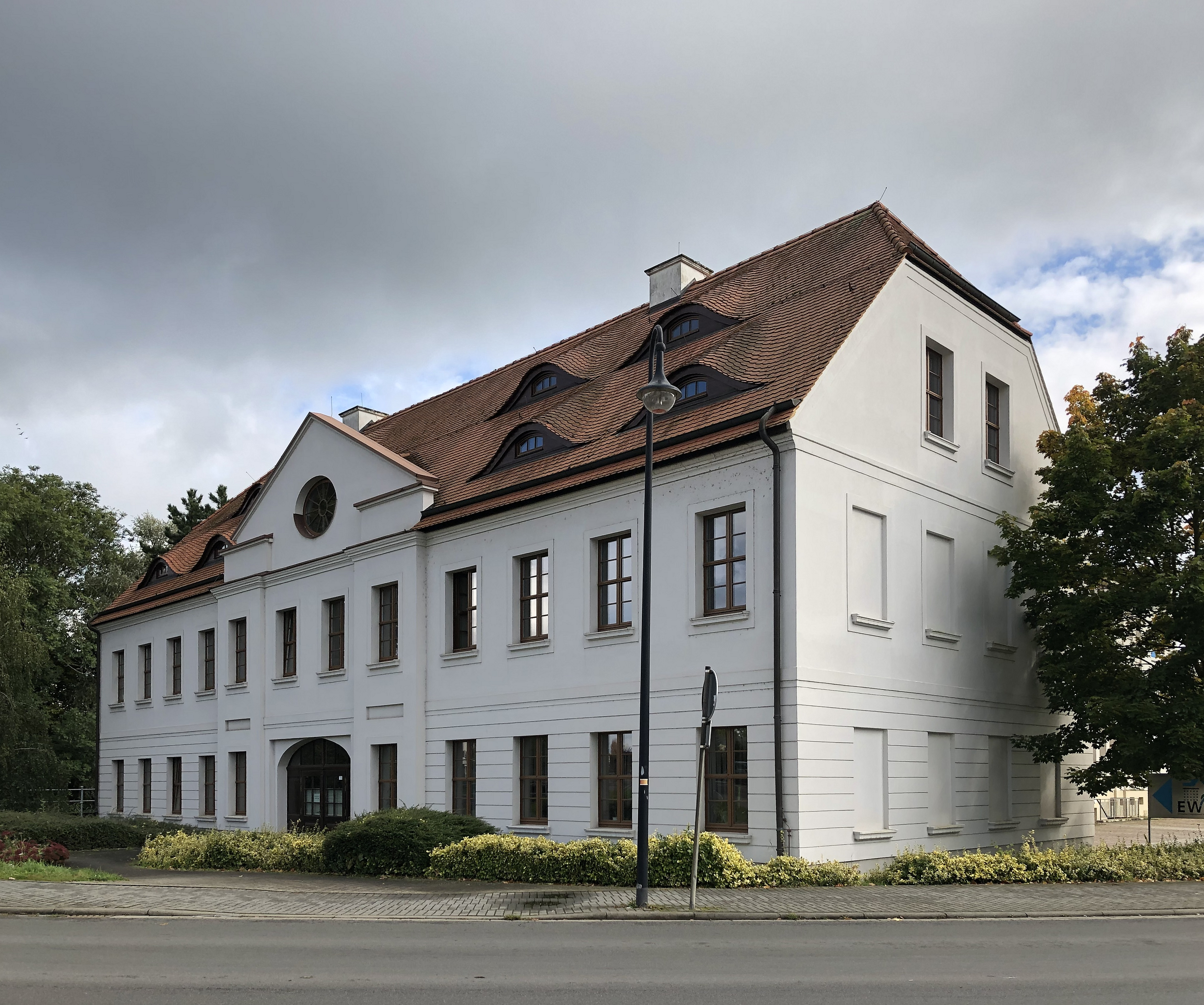
Ansicht von Nordwest
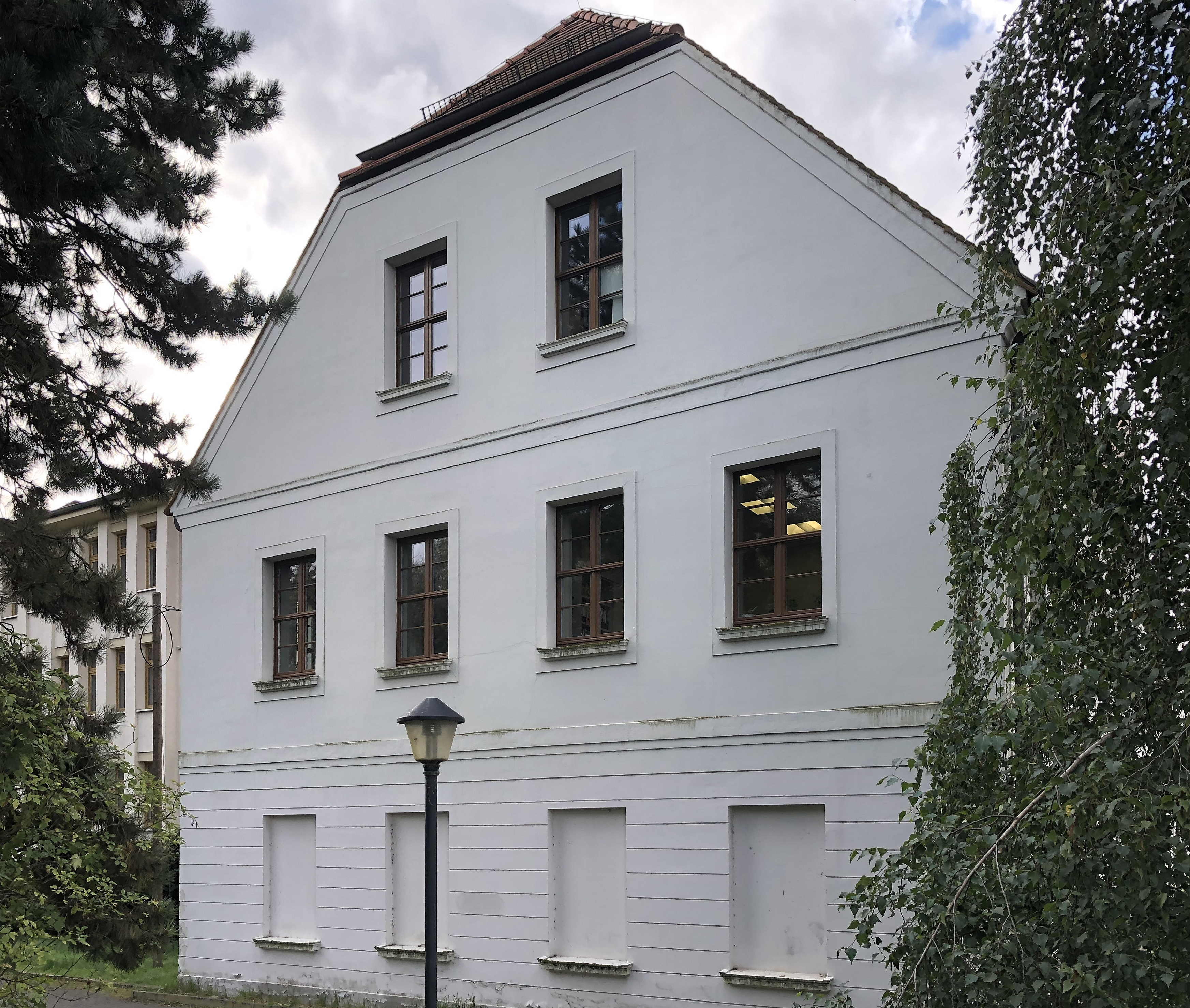
Ostgiebel
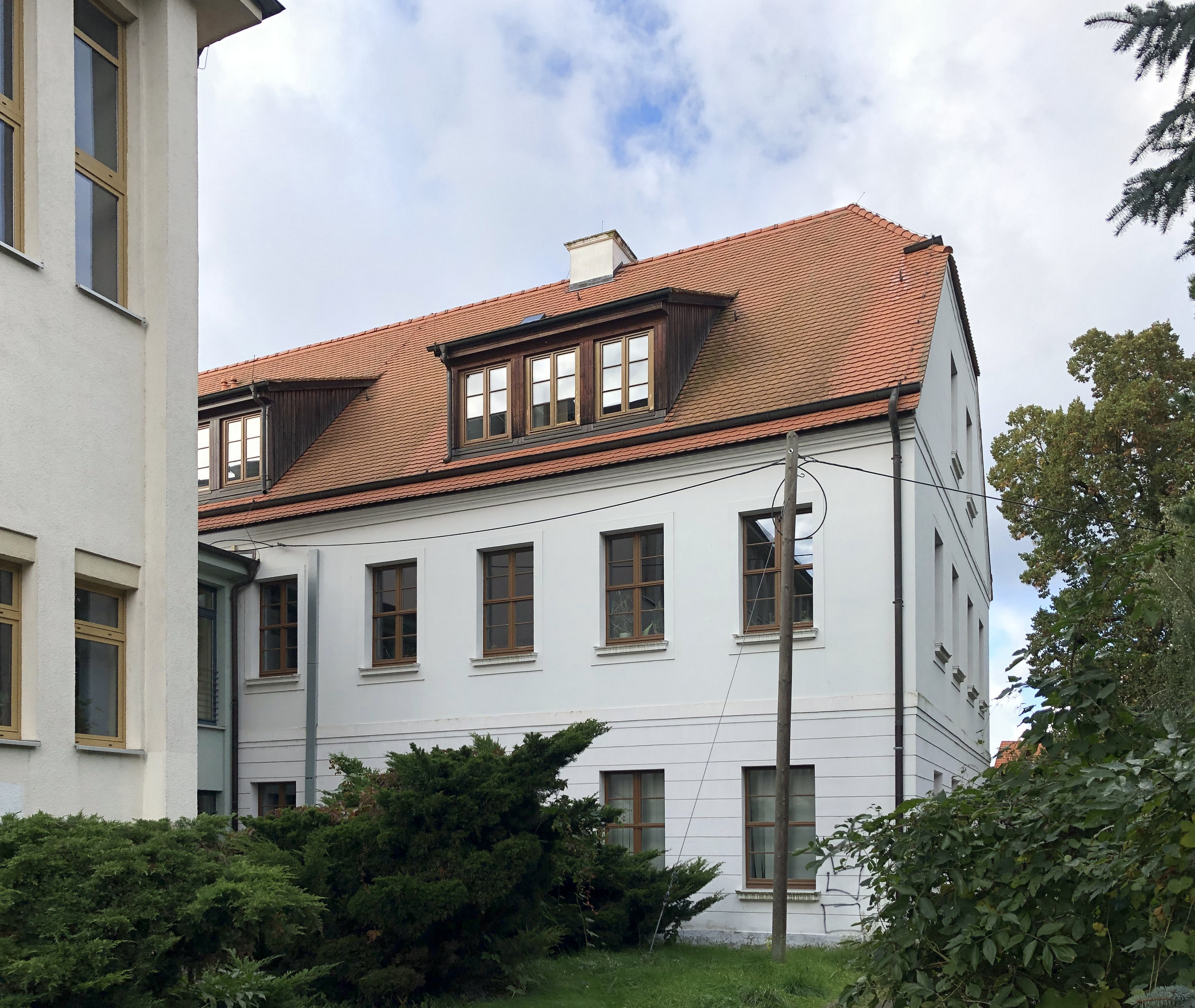
Ansicht von Südost
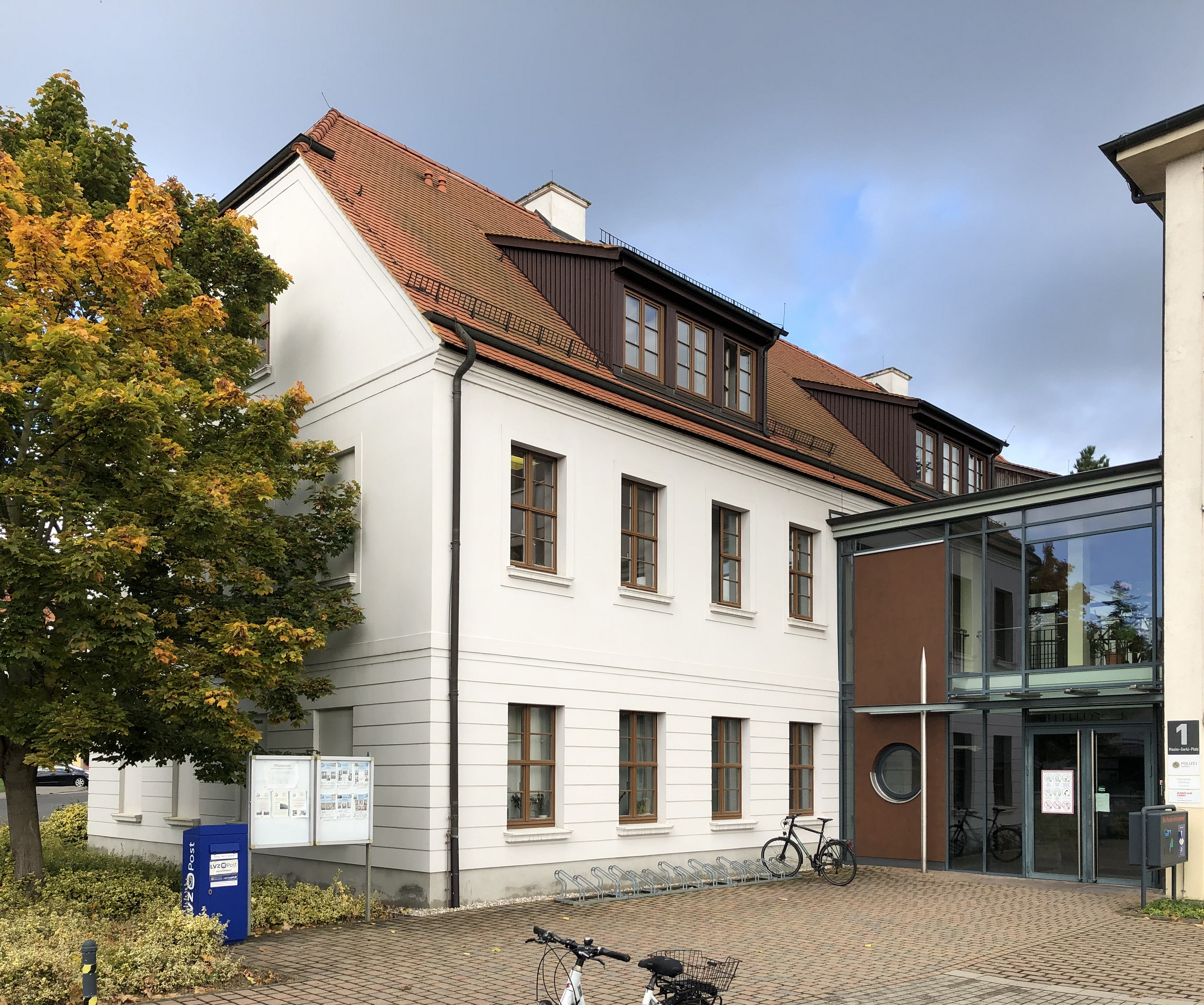
Ansicht von Südwest mit zentralem Eingangsbereich zwischen Alt- und Neubau
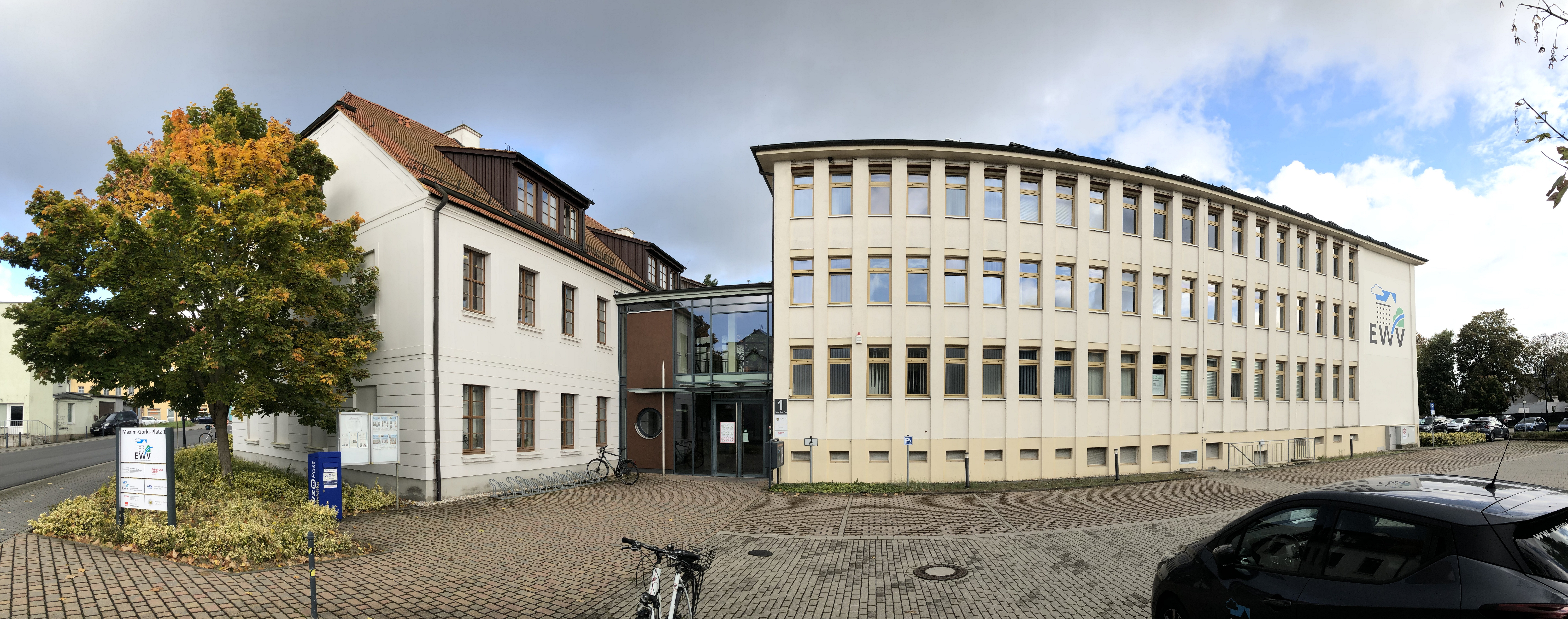
Gesamtansicht des Verwaltungskomplexes

Um 1850 erfolgte zunächst eine Verlängerung des Baukörpers nach Westen. Dafür wurde der Bau in der zehnten Achse gespiegelt und erhielt einen zweiten Risalit mit Tordurchfahrt. Wohl aufgrund von Straßenbauarbeiten erfolgte Anfang des 20. Jahrhunderts zunächst ein Rückbau von zwei Achsen an der westlichen Gebäudeseite. In dieser Kubatur bestand das Gebäude bis zu seiner Rekonstruktion Mitte der 1990er-Jahre, wobei eine Vereinfachung der Fassadenstruktur nach dem Zweiten Weltkrieg stattgefunden hatte. Dabei wurden unter anderem die Dreieckgiebel zurückgebaut und eine gleichmäßige Putzfassade hergestellt. Die Betonung der Risalite ging verloren. Der östliche Toreingang wurde zeittypisch gestaltet und der westliche Zugang durch Fenster ersetzt. Eine dezentral angebrachte Schleppgaube und mehrere Dachluken ersetzten die ursprünglichen Aufbauten. Seit Mitte der 1990er-Jahre zeigt sich das Gebäude wieder weitgehend im Zustand seiner Entstehungszeit.